# Lista de membros da Royal Society eleitos em 1684
Esta é uma lista de Membros da Royal Society eleitos em 1684.

## Fellows
- James Monson (1660–1688)
- Thomas Baker (1625–1690)
- Richard Beaumont (1654–1692)
- Nicolas Fremont d’Ablancourt (1621–1696)
- Henry Hyde (1638–1709)
- William Musgrave (1655–1721)
- Alexander Pitfeild (1658–1728)
- Tancred Robinson (1657–1748)
- Benjamin von Munchausen (n. 1684)